# Замостец
Замостец (словен. Zamostec) је насељено место у општини Содражица, регија Југоисточна Словенија, Словенија.

## Историја
До територијалне реорганизације у Словенији био је у саставу старе општине Рибница.

## Становништво
У попису становништва из 2011. године, Замостец је имао 227 становника.
| Број становника према пописима | Број становника према пописима | Број становника према пописима |
| ------------------------------ | ------------------------------ | ------------------------------ |
| 1991                           | 2002                           | 2011                           |
| 221                            | 209                            | 227                            |

Напомена: Године 2008. извршена је мања размена територија између насеља Замостец и Содражица.